# Юргенсон, Роберт Иванович
Роберт Иванович Юргенсон (1909—1989) — доктор технических наук, специалист в области телемеханики, профессор. Участник Великой Отечественной войны.

## Биография
Роберт Иванович Юргенсон родился в 1909 году. В 1935 году окончил Ленинградский электротехнический институт. Когда началась Великая Отечественная война, ушёл добровольцем на фронт. Был офицером Ленинградского фронта и участником обороны Ленинграда. В 1943 году был демобилизован из рядов Советской Армии и направлен на работу в Институт Автоматики и телемеханики АН СССР.
С 1944 года преподавал в ЛЭТИ. В 1961 году ему была присуждена учёная степень доктора технических наук. В 1964 году получил звание профессора.
Роберт Иванович Юргенсон умер в 1989 году.

## Основные работы
- Синтез кодирующих и декодирующих устройств телемеханики дискретного действия [Текст] / Ленингр. электротехн. ин-т им. В. И. Ульянова (Ленина). — Ленинград : [б. и.], 1959. — 185 с., 2 л. табл. : черт.; 23 см;
- Помехоустойчивость цифровых систем передачи телемеханической информации [Текст]. — Ленинград : Энергия. Ленингр. отд-ние, 1971. — 250 с. : черт.; 22 см.

## Награды
- Орден Отечественной войны I степени;
- Медаль «За Оборону Ленинграда»;
- Медаль «За победу над Германией в Великой Отечественной войне 1941—1945 гг.».